# جون تازاکی

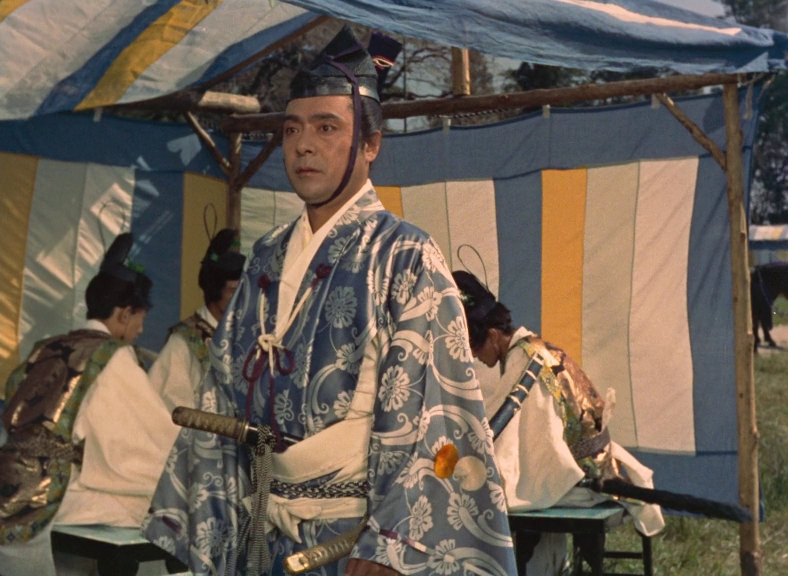
جون تاراکی در جیگوکومون ساخته تینوسوکه کینوسگاسا1953.

جون تازاکی (به ژاپنی: 田崎 潤 Tazaki Jun) نام اصلی مینورو تاناکا (۲۸ اوت ۱۹۱۳ – ۱۸ اکتبر ۱۹۸۵) یک بازیگر ژاپنی بود که نقش‌های مختلفی در فیلم‌های تولید شده توسط شرکت توهو بازی کرد. وی اغلب در نقش دانشمندان یا پرسنل نظامی ظاهر می‌شد.